# Géza Kádas
Géza Kádas (* 7. August 1926 in Eger; † 6. März 1979 in Budapest) war ein ungarischer Schwimmer.
Kádas gewann seine erste internationale Medaille bei den Europameisterschaften 1947 in Monte-Carlo. Dort errang er mit der Staffel über 4 × 200 m Freistil Bronze. Im folgenden Jahr nahm er erstmals an den Olympischen Spielen teil. Nachdem er über 400 m Vierter wurde, gewann er über 100 m Freistil Bronze. Auch mit der 4 × 200-m-Freistilstaffel erreichte er eine olympische Medaille – die silberne. An den Olympischen Spielen 1952 nahm der Ungar ebenfalls teil. Die Einzelstrecke über 100 m Freistil und die Staffel über 4 × 200 m Freistil schloss er jeweils auf dem fünften Rang ab. Bei der Schwimmeuropameisterschaften 1954 in Turin gewann er die erste goldene internationale Medaille seiner Karriere – mit der Staffel über 4 × 200 m Freistil. Auf der Einzeldistanz über 100 m Freistil errang er Bronze.